# François de Candé-Montholon
François de Candé-Montholon, né le 28 août 1950 à Neuilly-sur-Seine, est un écrivain et un journaliste français. Il est le fils du musicologue Roland de Candé, lui-même descendant de Charles-Tristan de Montholon (1783-1853) compagnon d'exil et 1er exécuteur testamentaire de Napoléon Ier.

## Biographie
Après des études littéraires il commence sa carrière professionnelle comme exploitant agricole en Maine-et-Loire près de Candé d'où sa famille est originaire.
Passionné d'aviation et aviateur confirmé il est le premier à avoir traversé la Méditerranée sur un ULM de sa fabrication pour le compte de Radio Monte Carlo (RMC)  le 20 mai 1983. Cet exploit lui permet de faire voler le général Jacques Mitterrand président de l'aérospatiale au dessus du salon du Bourget. Grâce à cet appui son homologue américain George Prill Président de Lockheed International lui confiera le développement d'un projet de construction d' ULM destiné au marché civil et militaire américain.
Il exercera ensuite comme technicien conseil dans le domaine du financement aéronautique en crédit bail
Spécialiste de l'exil de Napoléon à Sainte-Hélène, il est auteur de deux essais publiés aux éditions Albin Michel :
- L'Énigme Napoléon résolue (en collaboration avec René Maury),
- Journal secret d'Albine de Montholon, dernière maîtresse de Napoléon à Sainte-Hélène

Dans ces ouvrages et à l'appui de documents familiaux inédits il soutient la thèse selon laquelle son aïeul Le général de Montholon aurait eu les mobiles et les moyens d'empoisonner Napoléon durant son exil à Sainte Hélène.
En 1998 il se rend en pèlerinage à Sainte-Hélène en compagnie de Dorothée Poivre d'Arvor fille du journaliste Patrick Poivre d'Arvor sur les traces de ses ancêtres Charles Tristan et Albine de Montholon pour le tournage d'un téléfilm sur l'exil de Napoléon.
En 2004 il est décoré par Ben Weider, président de l'International Napoleonic Society, de la médaille du mérite pour ses contributions à promouvoir l'histoire napoléonienne.
Il collabore ensuite avec le scénariste et homme de télévision Marcel Jullian (1922-2004) à l'écriture d'une pièce de théâtre, Le Secret de Napoléonne .
En 2011, grâce à l'intervention d'Heidi Hollinger, photographe des dignitaires du Kremlin, il obtient comme journaliste un entretien exclusif avec le dernier président de l'Union soviétique Mikhaïl Gorbatchev.
François de Candé est membre d'honneur de la Société Napoléonienne internationale et membre de droit de la Société des auteurs, compositeurs et éditeurs de musique (SACEM)
Il se consacre aujourd'hui aux associations caritatives qu'il a fondées dans les domaines de la formation et de l'insertion de personnes en difficulté aux métiers du patrimoine traditionnel

## Vie privée
François de Candé est le fils de Roland de Candé, musicologue et écrivain, commandeur des arts et lettres, lui-même descendant de la famille Montholon dont l'ancêtre, le général de Montholon fut le dernier compagnon de l'empereur à Sainte-Hélène.
François de Candé est père de deux enfants : Rodolphe (1974) et Charlotte (1977).

## Ouvrages
- L'Énigme Napoléon résolue (avec René Maury, Albin Michel, janvier 2000[1])
- Journal secret d'Albine de Montholon, maîtresse de Napoléon à Sainte-Hélène (Albin Michel, février 2002[2])
- Lettre à Ben Weider du 2 octobre 2002[3]
- « Napoléon empoisonné ? » (article publié dans L'Express, le 6 décembre 2004[4])